# Famy
Famy est une localité de la province de Laguna, aux Philippines. En 2015, elle compte 16 587 habitants.